# San Juan de Arama
San Juan de Arama é um município da Colômbia, localizado no departamento de Meta.